# 孤独のRUNAWAY
『孤独のRUNAWAY』(こどくのランナウェイ)は、女性ギタリスト安宅美春が1990年に発表したミニ・アルバム。規格品番はFHCF-1089。

## 内容
先行シングルとして発売されたB'zプロデュースによる「孤独のRunaway」を収録した全6曲収録。
商品帯が2種類あり、初回プレス盤では『テレビ朝日系ドラマ「代表取締役刑事」オープニングテーマ"孤独のRUNAWAY"(B'zプロデュース)収録。SWEET LITTLE POMP GUITARIST "安宅美春"DEBUT!!』と記載され、翌年の1991年にKIX-Sとしてデビュー後にプレスされた帯には『B'zプロデュースによる「孤独のRUNAWAY」他、豪華ミュージシャンと共に作り上げた、「KIX-S」の安宅美春のソロ・デビューアルバム。』と記載されている。
T-BOLANとしてのデビュー前の森友嵐士やデビュー前の大黒摩季が、ボーカルとして一部楽曲に参加している。
現在は廃盤となっており、現在復刻盤のリリースならびに音楽配信サイトで配信はされていない。

## 批評
CDジャーナルは、「ギタリスト・安宅美春のデビュー作。どこまでもスウィートなポップスであるそのサウンドには、B'zプロデュースの『孤独のRunaway』、布袋&山下久美子の『WHY?』『LOVE & PEACE』『BIBBIDI,BOBBIDI,BOO』、布袋&氷室の『IMAGE DOWN』といった原作者の色が濃く出ている。ゲスト・ギタリストやヴォーカリスト達の色も同様に。」と批評した。

## 収録曲
1. 孤独のRUNAWAY
作詞：稲葉浩志 / 作曲：松本孝弘 / 編曲：松本孝弘 & 明石昌夫・B+U+M
Sound Produced by 松本孝弘
  - 1stシングル
2. WHY?
作詞：山下久美子 / 作曲：布袋寅泰 / 編曲：明石昌夫
  - 山下久美子のカバー曲
3. LOVE & PEACE
作詞：山下久美子 / 作曲：布袋寅泰 / 編曲：寺尾広
  - 山下久美子のカバー曲
4. IMAGE DOWN
作詞：氷室京介 / 作曲：布袋寅泰 / 編曲：寺尾広
  - BOØWYのカバー曲
5. BIBBIDI,BOBBIDI,BOO
作詞：山下久美子 / 作曲：布袋寅泰 / 編曲：寺尾広
  - 山下久美子のカバー曲
6. KNOCK ME
作詞・作曲：安宅美春 / 編曲：大堀薫
  - 1stシングルのカップリング曲

## 参加ミュージシャン
- 安宅美春 - ギター
- 松本孝弘(B'z) - ギター、サウンドプロデュース（#1）
- 鈴木英俊  - ギター (#2)
- 増崎孝司（DIMENSION） - ギター (#3,#4)
- 葉山たけし - ギター (#3,#6)
- 樋口宗孝(LOUDNESS) - ドラム (#4)
- 明石昌夫  - シンセサイザー、コンピュータープログラミング（#1,#2）、
- 小野塚晃（DIMENSION） - シンセサイザー(#3,#4,#5,#6)
- 寺尾広  - シンセサイザー(#3,#5)
- 大堀薫  - シンセサイザー（#6）
- 勝田一樹（DIMENSION） - サックス (#5)
- 稲葉浩志(B'z) - コーラス（#1）
- 大黒摩紀 - ボーカル (#2,#3,#5)、コーラス（#6）
- 早尻翔介 - ボーカル (#4)
- 生沢佑一（TWINZER）  - コーラス (#6)

## スタッフ・クレジット
- Produced by Daikoh Nagato
- Sound Produced by Takahiro Matsumoto(B'z)[M-1]
- Directed by Taro Kumabe(WATANABE MUSIC), Ryoichi Terashima(BE CONNECTION)[M-1], Hiroshi Terao(BEING)
- Recorded & Mixed by Masayuki Nomura[M-1], Takayuki Ichikawa[except M-1] at STUDIO BIRDMAN
- Assistant Engineers:Makoto Takahashi, Yoshiaki Kawakami
- Designed by Kenichi Suzuki(BE PLANNING)
- Photography:Shunsuke Samejima & Kenichi Suzuki(BE PLANNING)
- Art Co-ordination:Kazuyuki Hikita(FUN HOUSE)
- Management Office:DREAMIX
- A&R Director:Masakazu Sakuma(FUN HOUSE)
- Executive Producer:Shinichi Henmi(FUN HOUSE), Miki Watanabe